# Шода (гора)
Шода (груз. შოდა) — гора на південному схилі Головного Кавказького хребта, утворює хребет Шода-Кедела, висота 3609 м. Має дві вершини, покриті вічним снігом. Є родовища альбіту — ефектні друзи на пісковиках, гірського кришталю — в порожнинах кварцових жил; кварцу — жили альпійського типу в глинистих сланцях і пісковиках, кальциту, хлориту.
Біля підніжжя гори проходить Воєнно-Осетинська дорога.

## Ресурси Інтернету
- Фото хребта Шода-Кедела (груз.)